# 塔利希滕贝格
塔利希滕贝格是德国莱茵兰-普法尔茨州的一个市镇。总面积5.72平方公里，总人口548人，其中男性270人，女性278人（2011年12月31日），人口密度96人/平方公里。